# TNF-α
TNF-alfa, tumörnekrosfaktor alfa eller TNF, är ett cytokin som finns i flera celler i immunsystemet, och som bland annat fungerar nekrotiskt på tumörceller och är en central mekanism i immunförsvaret. Den binder till sina målceller via två slags receptorer.
TNF-α utsöndras av neutrofiler och makrofager vid identifiering av antigen. TNF:s huvudsakliga funktion är att aktivera inflammation i kroppen genom olika mekanismer. Bland annat rekryterar TNF neutrofiler och monocyter från blodet, ökar uttrycket av adhesionsmolekyler på endotelcellerna, ökar utsöndring av plasmaproteiner från levern (t.ex. CRP och komplement), inducerar feber via hypotalamus samt har även förmågan att skapa blodproppar genom att koagulera blod.
Sammanfattningsvis är TNF den viktigaste inflammatoriska budbäraren vid en akut infektion, och är ansvarig för att aktivera och samla ihop kroppens immunförsvar för att bekämpa inkräktaren. TNF är den huvudsakliga orsaken till septisk chock, ett livshotande tillstånd som uppstår vid allvarliga bakterieinfektioner, där TNF orsakar inflammatoriska förändringar som leder till kardiovaskulär kollaps.
Vid många typer av sjukdomstillstånd är halten av TNF för hög i blodet, exempelvis som vid reumatoid artrit. Många typer av behandlingsmetoder syftar därför till att minska halten av funktionellt TNF, eller blockera dess verkan. Det kan åstadkommas exempelvis genom TNF-specifika antikroppar. Dessa läkemedel kallas för DMARD. Det förekommer också forskning som kan indikera att TNF-α är förhöjt vid till exempel akuta faser av schizofreni. Förhöjda nivåer tycks möjligen också kunna förklara utbrott av giftstruma.
Förhöjda värden TNF-α ger högre värden prolaktin, kortikotropinfrisättande hormon och adrenokortikotropiskt hormon, samt sänkta värden TSH, tillväxthormon och follikelstimulerande hormon.
TNF-α är en av de biokemiska faktorer som påverkar äggreservens storlek. Kvinnor med för tidigt klimakterium har låga nivåer TNF-α.